# Aalten
Aalten (en bajo sajón neerlandés: Aalten) es un municipio y una localidad de la Provincia de Güeldres de los Países Bajos, en el este de la región de Achterhoek y en la frontera con Alemania.
Aalten se encuentra al oeste de la localidad de Winterswijk y al norte de la ciudad alemana de Bocholt.